# Hidrolina
Hidrolina este un oraș în Goiás (GO), Brazilia.